# Ryan Murphy (Schwimmer)
Ryan Fitzgerald Murphy (* 2. Juli 1995 in Palos Heights, Illinois) ist ein US-amerikanischer Schwimmer. Bei den Olympischen Spielen 2016 gewann er drei Goldmedaillen (in den Disziplinen 100 m Rücken, 200 m Rücken sowie mit der 4 × 100-m-Lagenstaffel).

## Karriere
Murphy nahm im Jahr 2011 an der Jugend-Schwimmweltmeisterschaften in Lima teil und gewann in die Bronzemedaille in der Disziplin 200 m Rücken. Über dieselbe Strecke gewann er 2011 außerdem Bronze bei den Panamerikanischen Spielen.
Bei den Kurzbahnweltmeisterschaften 2012 gewann er in der gleichen Disziplin erneut die Bronzemedaille. Durch die Teilnahme an Vorläufen gewann er ebenfalls die Goldmedaille bei der 4 × 100-m-Lagenstaffel.
2015 nahm Murphy erstmals an den Schwimmweltmeisterschaften teil. Während er im Rückenschwimmen über 200 m den fünften Platz belegte, gewann er zwei Medaillen in 4 × 100-m-Lagenstaffelwettbewerben: Gold bei den Herren und Silber im Mixed-Wettbewerb.
Bei den Olympischen Spielen 2016 trat Murphy in drei Disziplinen an: 100 m Rücken, 200 m Rücken und 4 × 100-m-Lagenstaffel. In allen drei Disziplinen wurde er Olympiasieger. Bei seinem Sieg über 100 m Rücken am 9. August 2016 stellt er mit 51,97 s einen olympischen Rekord auf. Beim Staffelwettbewerb nahm Murphy nicht am Vorlauf teil. Im Finale am 14. August stellte er über 100 m Rücken mit 51,85 s einen neuen Weltrekord auf. Die Staffel selbst (Murphy, Cody Miller, Michael Phelps und Nathan Adrian) stellte einen olympischen Rekord auf.

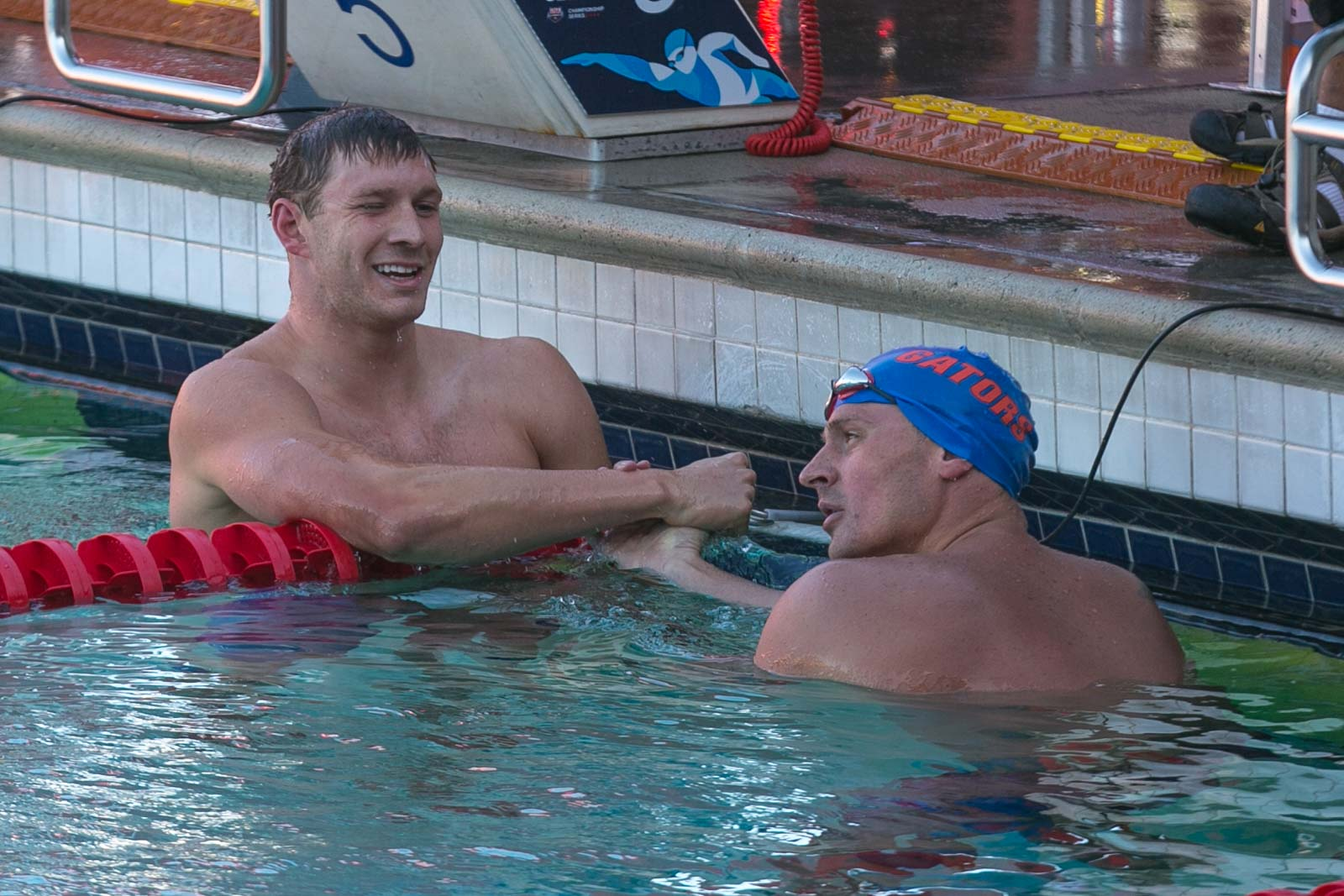
Murphy mit Ryan Lochte 2018

Bei den Schwimmweltmeisterschaften 2017 konnte Murphy seinen Titel in der Disziplin 4 × 100 m Lagen in der Staffel verteidigen. Mit der 4 × 100-m-Lagenstaffel im Mixed gewann er ebenfalls eine Goldmedaille. Im Rückenschwimmen gewann er Silber über 200 m und Bronze über 100 m. Bei den Kurzbahnweltmeisterschaften 2018 gewann Murphy drei Gold- und drei Silbermedaillen.
Bei den Schwimmweltmeisterschaften 2019 gewann Murphy drei Silbermedaillen: über 200 m Rücken hinter Jewgeni Rylow und in beiden 4 × 100-m-Lagenstaffelwettbewerben.
Bei den Olympischen Sommerspielen in Paris 2024 wurde Murphy in neuer Weltrekordzeit Olympiasieger mit der 4 × 100-m-Lagen-mixed-Staffel und gewann Silber mit der 4 × 100-m-Lagenstaffel sowie Bronze über 100 Meter Rücken.